# Juri Wiktorowitsch Postrigai
Juri Wiktorowitsch Postrigai (russisch Юрий Викторович Постригай; * 31. August 1988 in Swerdlowsk, Russische SFSR, Sowjetunion) ist ein russischer Kanute, Olympiasieger 2012 und Weltmeister 2013.

## Sportliche Karriere
Bei den Weltmeisterschaften 2009 in Dartmouth belegte Postrigai den fünften Platz (200 m). Zwei Jahre später gewann er eine Goldmedaille bei den Europameisterschaften in Belgrad und eine Bronzemedaille bei den Weltmeisterschaften in Szeged. Bei den Olympischen Sommerspielen 2012 in London gewann Postrigai zusammen mit Alexander Djatschenko eine Goldmedaille im Zweier-Kajak über 200 Meter. Bei den Weltmeisterschaften 2013 gewannen Postrigai und Djatschenko eine Gold- (K-2 200 m) und eine Silbermedaille (K-1 200 m Relay). Dabei stellten sie mit 31.182 Sekunden einen neuen Weltrekord auf. Bei den Europameisterschaften 2014 in Brandenburg an der Havel gewannen Postrigai und Djatschenko eine Silbermedaille (K-2 200 m) hinter Ronald Rauhe und Tom Liebscher aus Deutschland. Bei den Weltmeisterschaften 2015 in Mailand belegte das Duo erneut den zweiten Platz, diesmal hinter Sándor Tótka und Peter Molnar aus Ungarn. Bei den Europaspielen 2015 in Baku belegten die beiden Russen lediglich den sechsten Platz (K-2 200 m).

## Privates
Juri Postrigai ist mit Anastassija Postrigai verheiratet, ihr gemeinsamer Sohn heißt Michail (* 2013).

## Auszeichnungen (Auswahl)
- 2012:  Orden der Freundschaft[2]
- 2012:  Verdienter Meister des Sports Russlands[3]